# Аркейта-Юрика
Аэропорт Аркейта-Юрика — аэропорт штата Калифорния, расположенный в Аркейте, округ Гумбольдт. Предлагают возможности перелета дальностью в три округа от Гумбольдта — Дел-Норт и Мендосино. Находится в 20 милях от города Юрика, обслуживается коммерческой организацией. Этот региональный аэропорт обслуживает округ Гумбольдт, в том числе два основных региональных города: Аркейта и Юрика.
Аэропорт имеет самую большую взлетно-посадочную полосу на Тихоокеанском побережье США между городами Сан-Франциско и Портленд, штат Орегон. Аэропорт также является местом местом базирования береговой охраны США.

## История
Аэропорт был первоначально построен для ВМС США во время Второй мировой войны для проверки новый самолётов и оборудования.
В 2005 году, аэропорт обслужил 102 тысячи прибывающих пассажиров и 104 тысячи отправляющихся, а также было перевезено 207 тонн грузов, при этом было совершено 4370 взлётов. 78% взлётов и 79% посадок было совершено по расписанию.
Ранее аэропорт осуществлял рейсы по следующим направлениям:
Сан-Франциско (Pacific Southwest Airlines, 1994 — 2011)
Реддинг, Портленд, Лос-Анджелес (Delta Connection, 2009 — 2010)
Кресент-Сити, Медфорд, Сан-Франциско, Лос-Анджелес (Hughes Airwest, начало 1980-х) и другие.